# Památková zóna (Česko)
Památková zóna je v České republice typ památkového území, tedy krajinného celku, kterému je vyhláškou ministerstva kultury udělen zvláštní status se zvýšenou památkovou ochranou. Jde o nižší stupeň ochrany než památková rezervace. Tento status o obsah ochrany jsou stanoveny v zákonu České národní rady č. 20/1987 Sb. (ve znění zákona č. 425/1990 Sb.), o státní památkové péči, zejména v § 6 a 6a.
§ 6 tohoto zákona říká: „Území sídelního útvaru nebo jeho části s menším podílem kulturních památek, historické prostředí nebo část krajinného celku, které vykazují významné kulturní hodnoty, může Ministerstvo kultury po projednání krajským úřadem prohlásit za památkovou zónu a určit podmínky její ochrany.“ Oproti památkové rezervaci se tedy památková zóna liší tím, že ji nevyhlašuje vláda ČR, ale ministerstvo kultury.
Nad rámec zákona se rozlišuje:
- Městská památková zóna
- Vesnická památková zóna
- Krajinná památková zóna

V České republice se na konci roku 2022 nacházelo celkem 499 památkových zón, z toho 256 městských památkových zón, 216 vesnických památkových zón a 27 krajinných památkových zón.